# Kuhbier (Groß Pankow)
Kuhbier ist ein Ortsteil der Gemeinde Groß Pankow (Prignitz) im Landkreis Prignitz.

## Lage
Kuhbier befindet sich etwa fünf Kilometer östlich von Groß Pankow und rund sechs Kilometer westlich von Pritzwalk.

## Geschichte
1304 bzw. 1312 wurde Kuhbier erstmals urkundlich erwähnt. Kurz danach erhielt Kuhbier auch ein eigenes Wappen, das wie folgt beschrieben wird: roter Turm auf einem begrünten Hügel seitlich von zwei Nebenhügel begrenzt – auf blauen Hintergrund.
1476 wurde eine Kirche errichtet, die heute ein Baudenkmal ist. 1853 folgte ein Umbau und eine Vergrößerung der Kirche. Bis heute wurde sie mehrfach instand gesetzt.
Nach dem Zweiten Weltkrieg gründeten sich in Kuhbier mehrere Vereine. Dazu zählten ein 1953 gegründeter Fußballverein sowie ein Reitverein.
1999 baute man unter der Mitwirkung vieler Dorfbewohner ein Stallgebäude zu einem Dorfgemeinschaftshaus um. 2007 wurde der Verein Kuhbierer Leben gegründet, der sich sehr am Dorfleben beteiligt.

## Verkehr
Etwa 200 m südlich des Ortes verläuft die Bundesstraße 189.

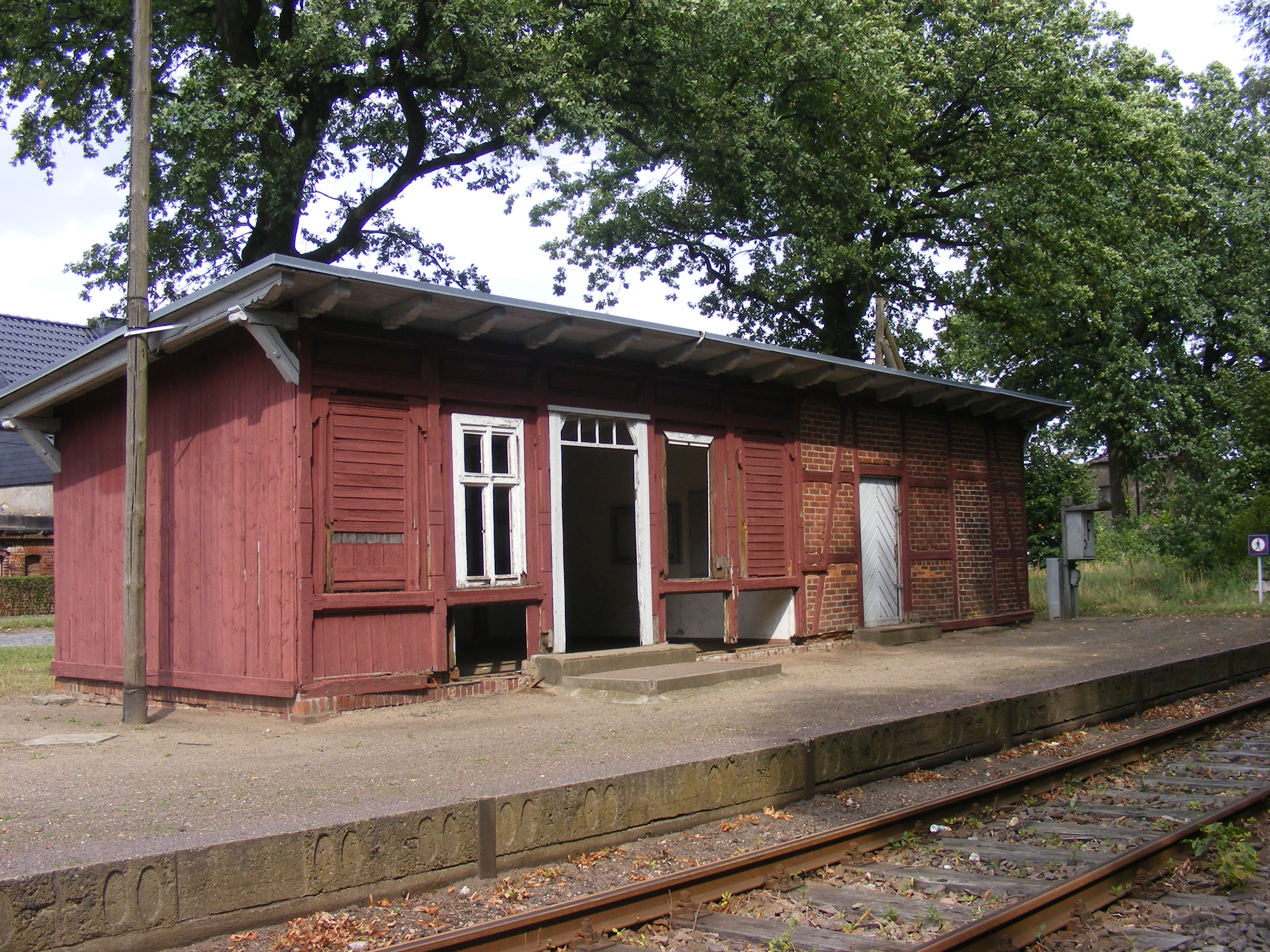
Haltepunkt Kuhbier

Außerdem lag Kuhbier an der Bahnstrecke Pritzwalk–Suckow. Eröffnet wurde der Haltepunkt am 4. Juni 1896. Seine Bedienung wurde am 9. Dezember 2006 beendet. Doch etwa acht Monate später erfolgte am 27. August 2007 die Wiedereröffnung. Am 29. Juli 2016 wurde die Verbindung hier endgültig stillgelegt.